# Dendrobium humicolle
Dendrobium humicolle är en orkidéart som beskrevs av Rudolf Schlechter. Dendrobium humicolle ingår i släktet Dendrobium, och familjen orkidéer. Inga underarter finns listade i Catalogue of Life.